# Pedro Yablonowsky
Pedro Yablonowsky foi um matemático russo que chegou ao Brasil em 1932 e viveu em São Paulo com sua esposa, Eugênia Yablonowsky, durante a primeira metade do século XX. Yablonowsky publicou vários livros, no Brasil e na Europa, durante sua vida. Yablonowsky ficou conhecido por incentivar a pesquisa no âmbito da matemática.
Após sua morte, ao Departamento de Matemática da Faculdade de Filosofia, Ciências e Letras da Universidade de São Paulo, foi entregue uma biblioteca de 3000 volumes que o doador deixou, na época, na Europa, além de diversos instrumentos e aparelhos, dedicando-se a impulsionar a pesquisa matemática.

## Fundo Pedro Yablonowsky e Bolsa Yablonowsky
Seguindo com o seu testamento, os terrenos e imóveis que possuía, cujo valor oscilava entre 5 a 8 milhões de cruzeiros, constituíram o Fundo Pedro Yablonowsky.
O Fundo Pedro Yablonowsky é gerido pelo Conselho Gestor do Fundo Yablonowsky (CGFY) do Instituto de Matemática e Estatística da Universidade de São Paulo a partir do legado de sua esposa, com o objetivo de fomentar a pesquisa científica em Matemática na universidade. O Conselho tem como presidente o professor Doutor Ronaldo Fumio Hashimoto e, como membros, os Professores Doutores Carlos Eduardo Ferreira, do Departamento de Ciência da Computação; Jaime Angulo Pava, de Matemática; Alexandre Roma, de Matemática Aplicada; e Vladimir Belitsky, de Estatística.
O fundo fornece a bolsa de pesquisa em pós-doutorado Bolsa Yablonowsky com o objetivo de atrair jovens pesquisadores das áreas de Matemática, Matemática Aplicada, Estatística e Ciência da Computação a desenvolverem pesquisas no IME-USP por 12 meses, podendo ser estendido até dois anos. O valor da bolsa, em 2023, era por volta de R$10 000,00.
O primeiro contemplado com essa bolsa foi Valdir José Pereira Júnior, graduado em Matemática pela Universidade Federal de Viçosa e Mestre e Doutor pelo Instituto de Matemática Pura e Aplicada (IMPA).